# NGC 6295
NGC 6295 is een spiraalvormig sterrenstelsel in het sterrenbeeld Draak. Het hemelobject werd op 9 juni 1886 ontdekt door de Amerikaanse astronoom Lewis A. Swift.

## Synoniemen
- UGC 10682
- MCG 10-24-92
- IRAS 17025+6024
- PGC 59510